# Kürkçü (Kangal)
Kürkçü (kurd. Kûrcik) ist ein fast verlassenes Dorf im Landkreis Kangal der türkischen Provinz Sivas. Kürkçü liegt etwa 20 km nördlich von Kangal und hatte 2011 noch 28 Einwohner.
Das Dorf ist von Bergen und Hügeln umgeben und liegt am Kreuzungspunkt mehrerer Bäche, die bei Schneeschmelze für Gefahr sorgen. Der größte Bach ist der Kangal Çayı, westlich des Dorfes. Der höchste Berg der Umgebung ist der Büyük Yılanlı Dağı mit ca. 2600 m. Weiter nördlich liegt die Dutlutaş-Spitze mit 2310 m Höhe. Seit den 1980er Jahren ist das Dorf an das öffentliche Elektrizitäts- und Telefonnetz angeschlossen. Die erste Grundschule wurde 1967 errichtet. Diese wurde mangels Schüler aufgrund von Abwanderung Mitte der 1980er Jahre geschlossen. Haupteinnahmequelle ist die Kleintierhaltung. 
Der frühere Dorfname lautete Kurçik. Dieser Name ist kurdischer Herkunft und bedeutet „Steinhaufen“. Der heutige türkische Name Kürkçü bedeutet Kürschner.
Die Bevölkerung besteht hauptsächlich aus kurdischen Aleviten mit der Muttersprache Kurmandschi. Die Bewohner rechnen sich mehrheitlich dem Stamm der Koçgiri zu. Zahlreiche ehemalige Bewohner leben heute in England.